# Mirogrex terraesanctae
Mirogrex terraesanctae, tidigare Acanthobrama terraesanctae är en fiskart som beskrevs av Steinitz 1952. Mirogrex terraesanctae ingår i släktet Mirogrex, medan Acanthobrama terraesanctae angavs ingå i släktet Acanthobrama; i båda fallen i familjen karpfiskar. IUCN kategoriserar arten globalt som livskraftig. Inga underarter finns listade i Catalogue of Life; men under det tidigare artnamnet listades Acanthobrama terraesanctae oligolepis som en giltig synonym toll Acanthobrama lissneri, medan däremot Mirogrex terraesanctae hulensis angavs som en giltig synonym till Acanthobrama hulensis. År 2019 angavs i stället Mirogrex terraesanctae hulensis som en giltig synonym till Mirogrex hulensis. 
År 2011 angavs Mirogrex terraesanctae som en giltig synonym till Acanthobrama terraesanctae, men i senare beskrivningar anges tvärtom Acanthobrama terraesanctae som en giltig synonym till Mirogrex terraesanctae.